# Вие сте отрова
„Вие сте отрова“ (на френски: Toi, le venin) е криминална драма от 1958 година на режисьора и актьор Робер Осеин с негово участие и с участието още на Марина Влади и Одил Версоа, екранизация на романа „Ти си отрова...“ на Фредерик Дар. Филмът е копродукция на Франция и Италия.

## Сюжет
Една мрачна нощ по безлюдните улици на Ница щатски автомобил бавно преминава покрай Пиер Менда (Робер Осеин) и още по-бавно се връща назад. Преди да разбере какво се случва, Пиер осъзнава, че целува и прави любов с прекрасната блондинка, която е била зад волана на автомобила. Веднага след това, прегърнала го като богомолка, тя го отхвърля, заплашвайки го с пистолет. Нещо повече, тя едва не го убива, стреляйки в него. По номера на автомобила Пиер успява да открие адреса на чудовищната нимфоманка. За негова изненада той вижда красива вила, пред която е паркиран щатският автомобил. Там две руси сестри, които изглеждат сладки и безобидни, живеят заедно.

## В ролите
- Робер Осеин като Пиер Менда
- Марина Влади като Ева Льокаин
- Одил Версоа като Хелена Льокаин
- Хелена Мансон като Амели
- Анри Кремю като доктора
- Паскал Мазоти като мъжът в дискотеката
- Анри Арюс като Титен
- Шарл Блаве като полицейският инспектор
- Люсиен Каламан като Жулиен, градинаря